# Memelland
Memelland was tussen de beide Wereldoorlogen de naam van een gebied ten noorden van de rivier de Memel, dat tot Litouwen behoort. De voornaamste stad in het gebied was Memel, het huidige Klaipėda, een belangrijke havenstad. In het noorden grensde Memelland aan Litouwen en in het zuiden aan Oost-Pruisen (Weimar-Duitsland).
Het gebied was bij de afscheiding van het Duitse Keizerrijk, dit als gevolg van het Verdrag van Versailles (1919), volgens Litouwse opgave 2416 km2 groot, volgens Duitse 2650. In 1925 had het een bevolking van 141.645 inwoners; in 1939 telde het er 153.793.

## Geschiedenis
De naam van dit gebied is verbonden met de stad Memel, door de Duitse Orde gesticht in 1252. In de daaropvolgende halve eeuw kwam het gehele gebied onder het gezag van de Orde en na de protestants-lutherse secularisatie in 1525 werd het een deel van het Hertogdom Pruisen, later van het koninkrijk Pruisen. Behalve in de stad bleef de bevolking er grotendeels Litouwssprekend hoewel hun overgang tot het lutherse geloof sindsdien een scheiding teweegbracht met de katholieke Litouwers die onder het gezag van de Poolse koning leefden. In de tweede helft van de 19de eeuw werd door de overheid van het Duitse Keizerrijk, dat Pruisen als staat opvolgde, met name via het onderwijs een vergaande germanisering doorgevoerd, en na enkele generaties gaf de helft van de bevolking zijn voorouderlijke taal al niet meer door aan zijn kinderen. Ondanks de pro-Duitse politieke gezindheid van vrijwel de gehele bevolking werd Duitsland gedwongen om Memelland bij het Verdrag van Versailles aan de nieuw opgerichte nationale staat Litouwen af te staan, dat daarmee een havenstad in handen kreeg ter versterking van zijn economische positie. Door de tegenstand van de bevolking werd het gebied eerst nog in 1920 onder toezicht van de Volkenbond geplaatst, waarbij Franse troepen de orde bewaakten. Deze trokken zich terug toen Litouwse troepen in 1923 binnentrokken. Deze inlijving werd door de Volkenbond aanvaard op voorwaarde van de toekenning van een zekere autonomie.

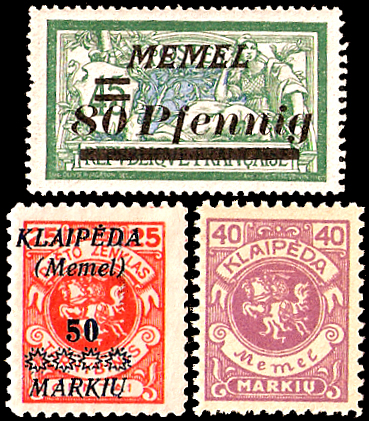
Postzegels van Memelland 1920-1925

Memelland telde in 1925 141.645 inwoners, van wie zich in deze volkstelling 59.337 Duitsers, 34.337 "Memeller" (Memellanders) en 37.626 Litouwers verklaarden. Een deel van de Litouwers bestond uit Litouws overheidspersoneel dat zich recent hier had gevestigd. Daartegenover was Duits overheidspersoneel naar Duitsland vertrokken.
Op 19 oktober 1925 behaalden de Duitse partijen 24 van de 29 zetels in de Memellander Landdag, een resultaat dat werd herhaald bij alle navolgende verkiezingen, vooral nadat bleek dat de centrale Litouwse regering vanaf 1926 de autonomie van Memelland wilde ontkrachten. Onder een coalitie van autonomistische partijen behoorden daarom ook, na de verkiezingen van 1932, communisten (drie zetels) en sociaaldemocraten (twee zetels). De spanning tussen Memelland en de centrale Litouwse regering in Kaunas liep na 1932 op door doelgerichte nazi-agitatie. Op 11 december 1938 kreeg een pro-nazi eenheidslijst 87,2% van de stemmen, een situatie vergelijkbaar met Sudetenland, de vrije stad Danzig en de Belgische Oostkantons. Dit waren alle grensgebieden buiten Duitsland met een Duitse meerderheid waar nazi-geïnspireerde Frontpartijen (zoals Sudetendeutsche Heimatfront, Heimattreue Front) de traditionele en democratische pro-Duitse partijen verdrongen. In Memelland vormden Duits/Nederduitstaligen weliswaar slechts de helft van de bevolking, maar de wens tot aansluiting bij het Duitse Rijk werd ook gesteund door veel tweetalige Memellanders, uit onvrede met het autoritaire en centralistische Litouwse staatsgezag.

### Ultimatum van 20 maart 1939
Op 20 maart 1939 stelde Joachim von Ribbentrop, minister van Buitenlandse Zaken van nazi-Duitsland, een mondeling ultimatum aan Juozas Urbšys, minister van Buitenlandse Zaken van Litouwen. De Duitsers eisten dat Litouwen afstand zou doen van het gebied, anders zou een militaire inval volgen. De Litouwers hadden de vraag verwacht na jaren van toenemende spanning tussen Litouwen en Duitsland, toenemende pro-nazi-propaganda in de regio en aanhoudende Duitse expansie. Het werd slechts vijf dagen na de nazi-bezetting van Tsjechoslowakije uitgegeven. Het Klaipėda-verdrag van 1924 had de bescherming van de status quo in de regio gegarandeerd, maar de vier ondertekenaars van dat verdrag boden geen materiële hulp. Het Verenigd Koninkrijk en Frankrijk voerden een beleid van verzoening, terwijl Italië en Japan Duitsland openlijk steunden, en Litouwen aanvaardde het ultimatum op 22 maart 1939. Het bleek de laatste territoriale overname voor Duitsland vóór de Tweede Wereldoorlog te zijn.

### Annexatie door nazi-Duitsland
Op 22 maart 1939 werd het gebied wederom Duits toen Litouwen het na dit ultimatum 'vrijwillig' overdroeg aan nazi-Duitsland en daarbij hoopte op Duitse steun bij de aanspraken op de stad Vilnius, nu de hoofdstad van Litouwen maar destijds Pools onder de naam Wilno. Na de overdracht aan Duitsland vluchtten 21.000 bewoners uit Memelland naar Litouwen. Voor de helft waren dit Litouwers die er sinds 1919 waren komen wonen en overigens 9000 joden en andere Duitse emigranten die voor de nazi-terreur waren uitgeweken.

### Na de Tweede Wereldoorlog
In oktober 1944 werd Memelland, als eerste Duitse staatsgebied, door het Rode Leger bezet. De bevolking, waaronder ook de meeste Duits-Litouws-tweetaligen, vluchtte voor een groot deel naar het westen. Velen werden door het Sovjet-leger achterhaald en teruggestuurd. Oproepen om terug te keren en voor het Sovjet-staatsburgerschap te kiezen deden zelfs Memellanders die het westen hadden bereikt in de zomer van 1945 besluiten om terug te keren. De autoriteiten van de Sovjetrepubliek Litouwen mobiliseerden met het oog op de gedeeltelijke ontvolking Litouwers uit Litouwen voor het koloniseren van verlaten boerderijen om zo een einde te maken aan de plundertochten in het gebied en het afbranden van dorpen door ongedisciplineerde Sovjet-militairen. In 1950 waren 20.000 autochtone Memellanders in het gebied aanwezig. Deze wilden weer vertrekken toen bleek dat zij hun aan immigranten toegewezen huizen en boerderijen niet terugkregen en zij in kolchozen moesten gaan werken. Aan het einde van de jaren vijftig mochten ruim 6000 Memellanders weer terug naar Duitsland. In het ontvolkte land vestigde zich vanaf 1945 ook een nieuwe bevolking vanuit de verschillende Sovjet-republieken, maar vooral ook uit Litouwen. In de stad Memel (Klaipėda) met zijn marinehaven en scheepswerven bestond de helft van de bevolking na 1945 uit Russen. In 1990, na het uiteenvallen van de Sovjet-Unie, werd Memelland deel van de soevereine staat Litouwen. Door een beleid van litouwisering zijn veel Russen en Polen geëmigreerd.